# يوهان بيرشارد
يوهان بيرشارد (بالفرنسية: Johann Burchard)‏ (بالألمانية: Johannes Burckard)‏ هو قسيس وكاتب فرنسي وألماني، ولد في 1450 في ستراسبورغ في فرنسا، وتوفي في 16 مايو 1506 في روما في إيطاليا.